# Бовичини
Бовичини (пол. Bowyczyny) — село в Польщі, у гміні Ходув Кольського повіту Великопольського воєводства.
Населення — 164 особи (2011).
У 1975-1998 роках село належало до Конінського воєводства.

## Демографія
Демографічна структура станом на 31 березня 2011 року:
|          | Загалом | Допрацездатний вік | Працездатний вік | Постпрацездатний вік |
| -------- | ------- | ------------------ | ---------------- | -------------------- |
| Чоловіки | 79      | 14                 | 47               | 18                   |
| Жінки    | 85      | 14                 | 40               | 31                   |
| Разом    | 164     | 28                 | 87               | 49                   |